# Kingsbury (stacja metra)
Kingsbury – naziemna stacja metra w Londynie na trasie Jubilee Line, położona w dzielnicy Brent. W latach 1932–1939 przebiegała nią Metropolitan Line, a następnie od 1939 do 1979 odgałęzienie Bakerloo Line. Po powstaniu w 1979 Jubilee Line, weszła w jej skład. Obecnie jest używana przez ok. 3,32 mln pasażerów rocznie. Leży w czwartej strefie biletowej. Nazwa stacji pochodzi od Kingsbury Road.

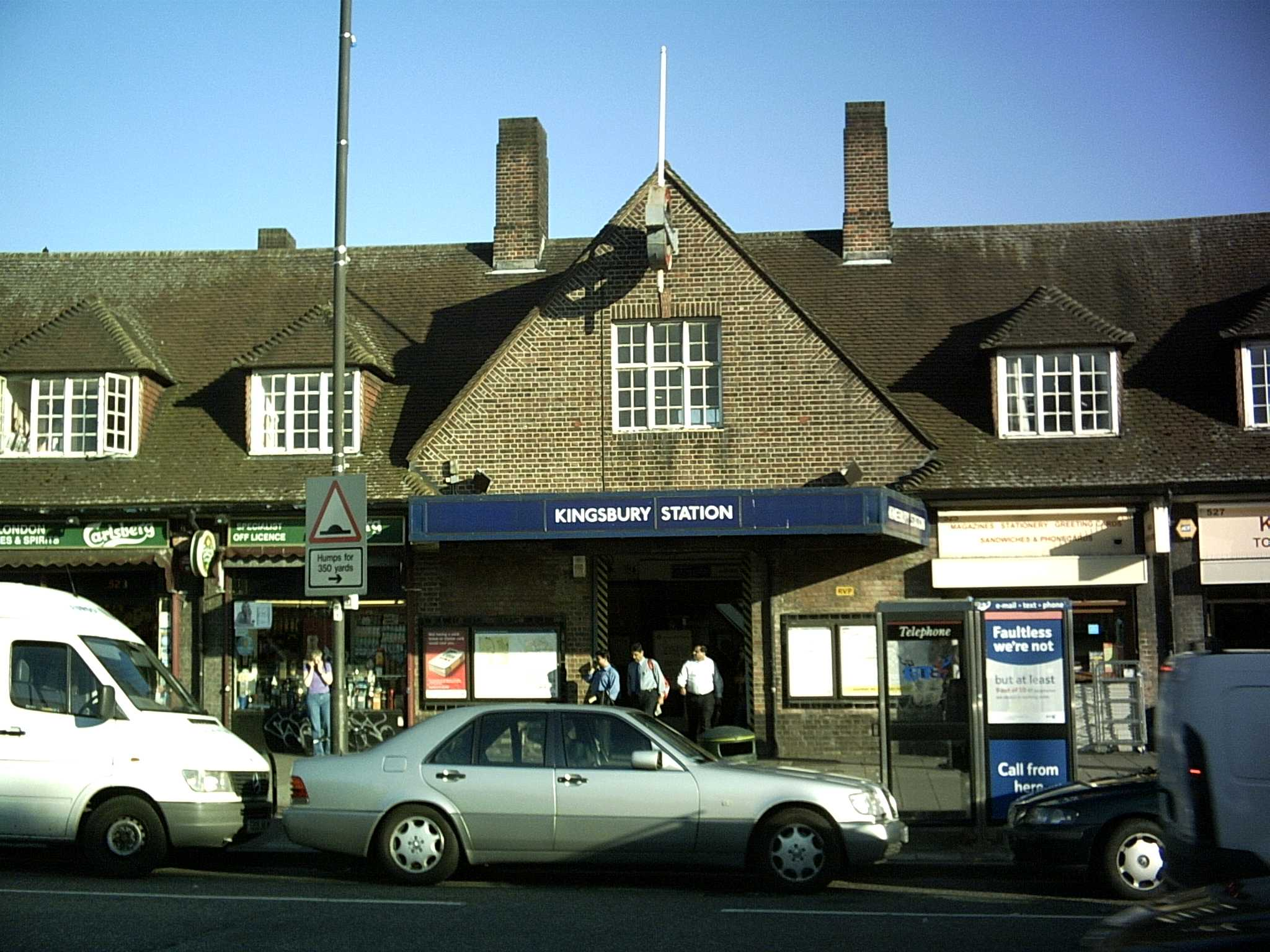
Budynek stacji